# シャーフー2世
シャーフー2世（Shahu II, 1763年 - 1808年5月3日）は、インドのデカン地方、マラーター王国の君主（在位：1777年 - 1808年）。

## 生涯
1763年、マラーター王家のヴィトージー・ボーンスレーの息子として生まれた。のち、マラーター王ラージャーラーム2世の養子となった。
1777年12月11日、ラージャーラーム2世が死亡し、シャーフーがシャーフー2世としてマラーター王となった。
1808年5月3日、シャーフー2世はサーターラーで死亡し、息子のプラタープ・シングが王位を継承した。